# Curve
Curve foi uma banda inglesa de música eletrônica formada em 1990. Era composta basicamente pela cantora e compositora Toni Halliday e pelo baixista, guitarrista e programador Dean Garcia.

## Discografia

### EPs e singles[1]
- Blindfold (1991; UK #68): "Ten Little Girls" (com JC-001)/"I Speak Your Every Word"/"Blindfold"/"No Escape From Heaven"
- Frozen (1991; UK #34): "Coast Is Clear"/"The Colour Hurts"/"Frozen"/"Zoo"
- Cherry (1991; UK #36): "Clipped"/"Die Like a Dog"/"Galaxy"/"Cherry"; 10" vinyl also includes "I Speak Your Every Word" (featuring JC-001)
- Faît Accompli (1992; UK #22): "Faît Accompli" (single version)/"Arms Out"/"Sigh" (CD & 12" vinyl); "Faît Accompli" (extended mix)/"Coast Is Clear" (live)/"Die Like a Dog" (live) (12" vinyl)
- Horror Head (1992; UK #31): "Horror Head" (remix)/"Falling Free"/"Mission From God"/"Today Is Not the Day"
- Blackerthreetracker (1993; UK #39): "Missing Link" (single version)/"On the Wheel"/"Triumph"
- Blackerthreetrackertwo (1993): "Missing Link" (screaming bird mix)/"Rising" (headspace mix)/;Half the Time" (honey tongue mix)
- Superblaster (1993): "Superblaster" (remix)/"Low and Behold"/"Nothing Without Me"
- Pink Girl With the Blues (1996; UK #97): "Pink Girl With the Blues"/"Recovery"/"Black Delilah"
- Chinese Burn (1997): CDs and 12" vinyl include a set of remixes by Paul van Dyk, Steve Osborne, Lunatic Calm, Witchman, and Headcase, as well as "Robbing Charity" and "Come Clean".
- Coming up Roses (1998; UK #51): CDs and 12" vinyl include a set of remixes by Jeremy Wheatley, Talvin Singh, Blue Amazon, Danny Saber, and Kevin Shields, as well as "Midnight & Royal" and "Habit".
- Perish (2002): "Perish"/"Want More Need Less"/"Recovery" (2002 version)
- Want More Need Less (2003): "Want More Need Less"/"My Tiled White Floor"/"Bleeding Heart"

### Álbuns[2]
- Doppelgänger (1992; UK #11)
- Cuckoo (1993; UK #29)
- Come Clean (1998; UK #103)
- Gift (2001)
- The New Adventures of Curve (2002; Internet-only release)

### Compilações[3]
- Pubic Fruit (1992)
- Radio Sessions (1993)
- Open Day at the Hate Fest (2001; Internet-only release)
- The Way of Curve (2004; UK #197)